# 無頼な風 鉄
『無頼な風 鉄』（ぶらいなかぜ・てつ）は、福本伸行による日本の漫画作品。雑誌『競馬ゴールド』にて1990年9月号から1991年3月号まで掲載された、全7回の短編作品。当時はオグリキャップ・武豊人気による競馬ブーム真っ只中であり、当作品はそんな世相を皮肉りつつも競走馬と騎手の勝負にかける熱意とプライドを作者の特徴である熱いメッセージ性を込めて描かれている。
後に竹書房からコンビニコミック（バンブーコミックス）「鉄と天馬」というタイトルで復刊。

## あらすじ
浅沼厩舎に所属する騎手、久我井 鉄雄は調教師の浅沼から八百長試合を依頼されるものの、それを無視し、口論の末に厩舎を飛び出してしまう。やるせない気分で地方競馬を見物していた鉄雄は、競走馬バロンイーストと出会う。騎手を振り落とし、それでもなお走り続けようとするバロンイーストの姿とその俊足に惚れ込んだ鉄雄はバロンイーストに騎乗することを望むが、バロンイーストを見限った馬主は畜殺を決定していた……。

## 主な登場人物
久我井鉄雄（くがい てつお）
本作の主人公。バロンイーストを相棒に持ち、後に競馬界にその名を響かせる。
バロンイースト
鉄雄の相棒。畜殺されかけたところを鉄雄に拾われ、彼の良き相棒となる。

## 書籍
- コンビニコミック『福本伸行作品集 鉄と天馬』（バンブー・コミックス - 竹書房）
  - ISBN 978-4-8124-6679-7